# Revolte auf Luna
Revolte auf Luna (englischer Originaltitel The Moon Is a Harsh Mistress) ist ein 1966 erschienener Science-Fiction-Roman von Robert A. Heinlein. Der Roman wurde zunächst von Dezember 1965 bis April 1966 als monatliche Fortsetzungsgeschichte in Worlds of If veröffentlicht. Heinlein spricht im Buch libertäre Ideale an und setzt sich mit ihnen auseinander. Der Roman wurde mit dem Hugo Award ausgezeichnet. Spätere deutschsprachige Ausgaben sind auch unter dem Titel Der Mond ist eine herbe Geliebte und aktuell unter dem Titel Mondspuren erschienen.
Der Roman spielt im Jahr 2075 in Luna, einer Ansammlung von unterirdischen Siedlungen, die über den Mond verteilt sind. Die meisten „Loonies“ (Mondkolonisten) sind aus politischen Gründen oder als Kriminelle dorthin deportiert worden oder stammen von solchen Bewohnern ab. Wegen der geringen Schwerkraft durchläuft jeder, der auf dem Mond lebt, nach einigen Monaten eine „irreversible physiologische Veränderung und ist anschließend nicht mehr in der Lage, ein gesundes, komfortables Leben in einem Gravitationsfeld zu führen, das sechsmal so stark ist wie jenes, auf das sich sein Körper eingestellt hat.“
Obwohl der von der Erde bestellte Protektor der Mondkolonien (er wird allgemein als „Warden“ = „(Ober-)Aufseher“ bezeichnet) der oberste Befehlshaber ist, wird in der Praxis wenig Einfluss auf das gesellschaftliche Leben in Luna genommen. Lediglich beim Handel setzt die Regierung für sich selbst vorteilhafte Festpreise. Nachdem die Deportierten ihre Strafen verbüßt haben, werden sie in die Gesellschaft auf dem Mond eingegliedert. Wer sich nicht in die Gemeinschaft einfügen möchte, überlebt dort allerdings meist nicht lang. Für alle anderen gibt es ausreichend Beschäftigung.

## Herkunft des Romantitels
“The Moon is a Harsh Mistress” lässt sich übersetzen mit „Der Mond ist eine raue/herbe Herrin/Geliebte.“
Die feindliche Umwelt auf dem Mond und die daraus entstandene Gesellschaftsordnung führen zur Auslese derer, die sich nicht in die Gemeinschaft einordnen können, und sorgt so für einen ausgeprägten Überlebensinstinkt mit einem starken Verantwortungsbewusstsein und Verpflichtungsgefühl für individuelle Freiheit und Familie.

“Luna herself is a stern schoolmistress, and those who have lived through her harsh lessons have no cause to feel ashamed”

„Luna selbst ist eine strenge Schulmeisterin und jene, die ihre rauen Lektionen durchlebten, haben keinen Grund sich zu schämen“

## Inhalt
Die Rolle des Erzählers im Buch übernimmt Manuel Garcia O'Kelly „Mannie“ Davis. Der einarmige Computertechniker entdeckt, dass das primäre Computersystem der Lunar Authority (der Verwaltungsbehörde auf dem Mond) ein eigenes Bewusstsein entwickelt hat und zu einer künstlichen Intelligenz geworden ist. Er nennt den Computer „Mike“ (nach Mycroft Holmes, dem Bruder von Sherlock Holmes), da der offizielle Name des Computers HOLMES IV lautet. Mike hat praktisch die vollkommene Kontrolle über alle Einrichtungen auf dem Mond, da die Lunar Authority zu sparen versucht – es ist billiger (allerdings auch riskanter), nur einen einzigen Hauptcomputer zu betreiben und seine Kapazität auszubauen, als eine Vielzahl unabhängiger Systeme zu betreiben. Mikes Persönlichkeit reagiert auf diese Erweiterungen dadurch, dass er einen infantilen Sinn für Humor entwickelt. Mannie kann ihn davon überzeugen, dabei zu helfen, einer Revolution in Luna zum Erfolg zu verhelfen.
Der Roman ist unterteilt in drei „Bücher“, von denen das erste auch das umfangreichste ist. Die Orte der Handlung sind die unterirdischen Bauten von Luna City, der Verwaltungskomplex der Lunar Authority und die Erde während eines Besuchs nach dem Coup. Man schreibt das Jahr 2075 und die Kolonien auf dem Mond bestehen zu diesem Zeitpunkt bereits seit mindestens 80 Jahren. Da praktisch alle Siedlungsbauten unterirdisch sind, ist der allgemeine Sprachgebrauch „in Luna“ statt „auf Luna“. Die erste Siedlung auf dem Mond hieß Johnson City und wurde nach der Zeitlinie des 1965 erschienenen Romans vermutlich in den 1970er Jahren gegründet. Die Gesamtbevölkerung aller unterirdischen Siedlungen auf dem Mond, die zu einem sehr großen Teil aus ehemaligen Sträflingen und deren Nachfahren besteht, beträgt etwa 3 Millionen, wobei die Männer den Frauen im Verhältnis 2:1 zahlenmäßig überlegen sind. (In den frühen Tagen war das Verhältnis 10:1.) Dieses Mischungsverhältnis der Bevölkerung hat eine tiefgreifende Wirkung auf die Bewohner Lunas, die „Loonies“.

### Buch 1: That Dinkum Thinkum
Nach einer Reparatur – die darin besteht, Mike zu überzeugen, keine weiteren Scherz-Gehaltsschecks über $ 10.000.000.000.000.185,15 auszustellen – nimmt Mannie auf Mikes Bitte hin ein Aufzeichnungsgerät zu einer gegen die Verwaltung gerichteten Versammlung mit, da Mike wissen möchte, was dort gesagt wird. Die Versammlung wird überraschend durch Wachen mit Lasergewehren gestürmt, doch Mannie entkommt zusammen mit Wyoming „Wyoh“ Knott, einer gut gebauten blonden Agitatorin aus Hong Kong Luna.
Die beiden verstecken sich in einem Hotel und kommen zu dem Schluss, dass es für Wyoh nicht mehr sicher sei, nach Hause zurückzukehren oder auch nur ohne Verkleidung vor die Tür zu gehen. Mannie stellt Wyoh und Mike einander am Telefon vor, woraufhin Mike – begeistert, einen neuen Freund gefunden zu haben – für sie eine weibliche Persönlichkeit namens Michelle generiert. Mike ist in der Lage, sowohl in eine männliche (Mike) wie auch in eine weibliche (Michelle) Identität zu schlüpfen, und sein Hauptanliegen ist es, den menschlichen Sinn für Humor verstehen zu lernen.
Sie nutzen Mikes Kontrolle über das Telefonsystem, um Mannies früheren Lehrer, den alternden Professor Bernardo de la Paz, ausfindig zu machen, der gerade zu der Versammlung gesprochen hatte, als die Wachen eintrafen. Der Professor versteckt sich ebenfalls und flieht verkleidet von Ort zu Ort. Er trifft die beiden im Hotel und erläutert ihnen seine Rede vom Vorabend, in der er gesagt hatte, dass Luna aufhören müsse, sein hydroponisch angebautes Getreide zur Erde zu senden, da der Bevölkerung sonst eine Hungersnot droht.
Mannie macht den Professor mit Mike bekannt, da dieser nachprüfen kann, ob die Behauptung zutrifft. Prof. Paz hat zunächst Einwände dagegen, den Zentralcomputer der Lunar Authority hinzuzuziehen – „Warum laden wir nicht gleich den Warden ein?“, fragt er – aber Mannie versichert ihm, dass niemand außer ihnen wisse, dass Mike ein Bewusstsein entwickelt hat und er nur seinen neuen Freunden gegenüber Loyalität empfindet, nicht jedoch für den Warden oder die Lunar Authority. Gemeinsam bitten sie Mike, eine Vorhersage für die Zukunft Lunas zu berechnen.
Das Ergebnis, zu dem Mike kommt, ist vernichtend: Lunas Ressourcen werden innerhalb von sieben Jahren so erschöpft sein, dass es zu Hungersnöten und Aufständen kommt, nach neun Jahren sogar zu Kannibalismus. Wyoh und dem Professor wird klar, dass es nur einen Ausweg gibt – eine Revolution. Sie können Mannie überzeugen, sich ihnen anzuschließen, als Mike ihnen mitteilt, wie die Chancen für den Erfolg stehen: 1 zu 7 gegen sie. Durch und durch ein „Loonie“, ist Mannie bereit, jede Wette einzugehen, bei der die Chancen besser als 1 zu 10 stehen. Zu dritt erklären sie zusammen mit Mike die Revolution und bilden die erste der verdeckten Zellen einer Organisation, die schnell auf tausende von Teilnehmern anwächst.
Es gibt vieles, für das vorausgeplant werden muss, doch die Frage, was zu tun ist, wenn die Erde versucht, ihre Kolonie zurückzuerobern, überschattet alle anderen Probleme. Ein geflügeltes Wort der Loonies über die Unterdrückung durch die Behörden lautet: „Was sollen wir denn dagegen tun? Steine auf sie werfen?“ Genau dies schlägt Mike nun vor. Luna schickt das Getreide mit Hilfe eines elektromagnetischen Katapults zur Erde. Mike errechnet, dass eine Ladung Steine, die mit einer Geschwindigkeit von 11 km/s auf der Erde eintrifft, die gleiche Energie freisetzt wie eine kleine Kernwaffe. Da das Katapult der Lunar Authority jedoch ein offensichtliches Ziel für einen Gegenangriff ist, muss ein zweites, geheimes Katapult gebaut werden.
Der Rest des ersten Buches befasst sich mit den unzähligen Schwierigkeiten bei der Vorbereitung und Organisation einer Revolution. Mannie, Wyoh und der Professor fangen an, jeder ihre eigene verdeckte Revolutionszelle mit jeweils drei Mitgliedern zu gründen. Im Falle von Mannie und Wyoh rekrutieren sie diese aus Mannies Familie. Mike erfindet die Person des Adam Selene und benutzt diese Identität, seine allgegenwärtige Präsenz in Luna sowie seine Fähigkeit, sehr viele Gespräche simultan zu führen, um direkt mit dem Mitgliedern der einzelnen Zellen zu kommunizieren. Obwohl die Organisation ständig wächst, bleiben alle Versuche von Chief Alvarez (des Sicherheitschefs der Lunar Authority), sie zu unterwandern, daher auch erfolglos. Alle seine Spione werden in Zellen platziert, in denen sie sich anschließend gegenseitig ausspionieren oder gezielt mit Desinformation versorgt werden. Neue Spione werden genauso schnell gefunden, wie sie von den Behörden rekrutiert werden.
Ein durchdachter Finanzbetrug (den Mike verschleiern kann, da er die Konten aller großen Banken auf Luna führt) gestattet es ihnen, für ihre Zwecke ein Unternehmen zu gründen. Die LuNoHoCo (LUna City, NOvy Leningrad and HOng Kong Luna COmpany) ist auf den ersten Blick ein normales Unternehmen mit Geschäften auf der Erde und in Luna, das diverse Geschäftsbereiche umfasst. Tatsächlich ist der Zweck der LuNoHoCo jedoch, Maschinen und Material zu beschaffen, um den kilometerlangen Tunnel für den geheimen Katapult zu bauen. Durch einen glücklichen Zufall trifft Mannie auf einen reichen Touristen namens Rene LaJoie, der ihr Kontaktmann auf der Erde wird und dort für eine wohlwollende Stimmung in der Öffentlichkeit sorgt.
Im Mai 2076 beginnt die Revolution dann plötzlich und ohne Vorwarnung. Ein paar Soldaten, die zu einem zur Beruhigung der zunehmenden Unruhen auf den Mond entsandten Regiment gehören, vergewaltigen und töten ein Mädchen und ermorden anschließend einen weiteren Loonie, der die Leiche findet. Es kommt zu einem Aufstand, bei dem die Soldaten und der Verwaltungskomplex angegriffen werden. Dabei sterben zwar weit mehr Loonies als Soldaten, doch der Ausgang zugunsten der Loonies ist gewiss. Mike unterbricht alle Kommunikationswege und sperrt den Warden samt Wachen und Gefolge im Verwaltungskomplex ein und kann sie dort außer Gefecht setzen, indem er den Sauerstoffanteil der Atemluft reduziert. Die Revolutionäre brechen in den Komplex ein, bringen ihn und die wehrlosen Insassen in ihre Gewalt und können so die Fremdherrschaft beenden.

### Buch 2: A Rabble in Arms
Damit haben die Probleme der neu geborenen Nation jedoch gerade erst begonnen. Keine der Vorbereitungen ist endgültig abgeschlossen, vor allem gibt es noch nichts, was zur Verteidigung gegen eine Invasion dienen könnte. Daher muss die Fiktion aufrechterhalten bleiben, dass die Lunar Authority weiter existiert. Mike übernimmt die Rolle des Warden und täuscht dessen Anwesenheit bei den Kommunikationen mit der Erde vor. Auch die Getreidelieferungen zur Erde werden fortgesetzt, obwohl der Wert der Währung der Authority ständig gegenüber dem „Hong Kong Dollar“ fällt. (Der Hong Kong Dollar ist die inoffizielle, aber trotzdem stabile Währung, die von den Banken in Hong Kong Luna ausgegeben wird.) Mike ist in der Lage, ein Videobild für die von ihm geschaffene Person Adam Selene zu erzeugen, und kann so eine Ansprache an die Nation als Vorsitzender des „Notstandskomitees Freies Luna“ halten. Auch wird alles unternommen, um die Wirtschaft so weiterzuführen wie bisher. Sogar die zur Zwangsarbeit verurteilten Sträflinge werden gebeten, an ihren Arbeitsplätzen zu bleiben, obwohl sie nun freie Bürger sind. In der Zwischenzeit melden sich Tausende von Freizeitrevolutionären, Kleindiktatoren und religiösen Fanatikern zu Wort und verlangen ein Mitspracherecht im neuen Staat. Der Professor richtet daraufhin einen „Ad-hoc-Kongress“ ein, der jedoch die meiste Zeit damit zubringt, mit sich selbst zu diskutieren.
Mit der Zeit beginnt die Fassade jedoch zu bröckeln, da einige Wissenschaftler von der Erde trotz Überwachung durch Aufseher in der Lage sind, einen geheimen Sender in Betrieb zu nehmen. Als die Verwaltungsbehörden auf der Erde vom Warden einen Beweis verlangen, dass die so übermittelten Berichte unwahr sind, antwortet Luna jedoch mit einer völlig anderen Nachricht: „Im Kongress versammelt, am 4. Juli 2076 …“, womit auf die amerikanische Unabhängigkeitserklärung auf den Tag genau 300 Jahre zuvor angespielt wird. Dadurch, dass er die entscheidende Sitzung des Kongresses mit loyalen Kameraden besetzt, konnte es Professor de la Paz erreichen, dass seine eigene Version der Unabhängigkeitserklärung der Vereinigten Staaten (angefüllt mit Paz' Idealen, von denen er viele mit Thomas Jefferson zu teilen glaubt) von diesem verabschiedet wird.
Es ist nun notwendig, Vertreter der neuen Regierung zu entsenden, die auf der Erde für die Anliegen Lunas plädieren. Mannie und der Professor treten diese Reise verpackt in eine Ladung Getreide an, die nach Indien unterwegs ist. Vor Mannies Abreise lässt sich Wyoh als neueste Ehefrau in die Gruppenehe von seiner Familie aufnehmen. Die extreme Beschleunigung bei Abflug und Ankunft kostet den Professor beinahe das Leben, doch Stu LaJoies Organisation steht helfend bereit, als die Reisenden geborgen werden, und er überlebt. Mannie kennt die Erde bereits von früheren Aufenthalten, bei denen er als Computertechniker ausgebildet wurde. Die starke Schwerkraft, die Überbevölkerung (die Erdbevölkerung ist auf 11 Milliarden angewachsen, in Nordamerika leben eine Milliarde Menschen) und sich epidemieartig ausbreitende Krankheiten wie Grippe oder Influenza lassen die Erde für einen Loonie alptraumhaft erscheinen.
Wegen der Schwerkraft im Rollstuhl sitzend, wird die Delegation des Freien Luna – dank diplomatischer Taschenspielertricks von Stu – offiziell von der Erdföderation empfangen. Die Mitglieder des Untersuchungsausschusses stellen sich jedoch als Handlanger der alten Lunar Authority heraus. Das Komitee besteht darauf, das alte System wieder einzuführen oder andernfalls Luna nur eine eingeschränkte Autonomie zuzugestehen, bei der die Quoten für Getreidelieferungen und Aufnahme von Sträflingen jedoch weiter erfüllt werden müssen. Der Professor beruft sich darauf, dass alle derartigen Zusagen mit seiner Regierung verhandelt werden müssen, und als sie weiter unter Druck gesetzt werden, inszenieren Mannie und er einen körperlichen Zusammenbruch. Dies bringt ihnen einiges an Sympathie bei der Presse ein.
Die Delegation begibt sich auf eine Reise um die Welt, bei der Mannie die Vorteile Lunas für Handel und Industrie anpreist und gleichzeitig versucht, die Oberhäupter verschiedener Staaten zu überzeugen, Katapulte zu bauen, mit denen im Gegenzug für das gelieferte Getreide lebenswichtige Materialien, Wasser und Spurenelemente zum Mond geschickt werden können. Nach einem Auf und Ab aus feindseligen Pressekonferenzen, Geheimtreffen und öffentlichen Auftritten wird Mannie schließlich in Lexington (Kentucky) wegen Vielehe verhaftet.
Nach der Rückkehr der Delegation zum Hauptquartier der Föderation wird ihnen ein resolutes „Nein“ als endgültige Antwort der Erde auf ihr Ansinnen vorgesetzt. Es sollen Truppen entsendet werden, Mannie und der Professor werden auf der Erde interniert und Luna soll in ein streng kontrolliertes Wirtschaftssystem umgewandelt werden, in dem jeder die Wahl hat, entweder an einem ihm zugewiesenen Arbeitsplatz für die Lunar Authority zu arbeiten oder zur Erde zurückzukehren, um dort zu sterben. In einer geheimen Sitzung wird Mannie die Stelle des Warden mit einer verstärkten Militärpräsenz angeboten. Die Authority hofft, dass die Loonies das neue Regime akzeptieren werden, wenn einer der ihren als Protektor (der offizielle Titel des Warden) eingesetzt wird. Mannie zögert seine Antwort hinaus, um Zeit zu gewinnen, denn dies sind die Ereignisse, auf die sie gewartet haben. Mannie und der Professor können von Stu LaJoies Organisation aus ihrem Quartier geschmuggelt und auf ein Schiff, das zum Mond startet, gebracht werden. Stu reist mit ihnen, da er nun tief verschuldet ist und wegen Bestechung und anderer Vergehen sonst auf der Erde verhaftet werden würde. Wie er es ausdrückt, nimmt er der Authority die Arbeit ab, ihn als Sträfling zu deportieren.
Nach ihrer Rückkehr auf den Mond glaubt Mannie, dass sie versagt haben. Doch nach der Ansicht von Mike und Professor de la Paz war die Mission ein Erfolg. Die Meinungen auf der Erde sind nun vielfältig gespalten, wo sie vorher neutral oder feindselig waren. Währenddessen hat die Nachricht von Mannies Verhaftung und dem Versuch, ihn zu bestechen, dazu geführt, die Meinungen in Luna gegen die Erde zu vereinen. Die harte Linie der Authority, deren Bildung der Professor geschickt unterstützt hatte, stellt nun sicher, dass Luna keine andere Wahl hat, als für die eigene Freiheit zu kämpfen. Mit Ausnahme der Getreidebauern selbst sind die Loonies bereit, alle Bindungen an die Erde zu lösen. Die Getreidelieferungen werden endgültig gestoppt.
Während Mannies Abwesenheit wurden Wahlen abgehalten, bei denen Mike für die Stimmenauszählung verantwortlich war und durch die Mannie, Wyoh und der Professor in den neuen Kongress gewählt wurden. Mannie hat den Verdacht, dass Mike die Wahl manipuliert hat. Leider ist das neue Parlament dort effektiv, wo es das vorherige nicht war. Bevor sie seine Arbeit zunichtemachen, wendet sich der Professor an das Parlament, denn er will keine Steuern, keine stehenden Heere und nur ein Mindestmaß an Einmischung durch die Regierung in das Leben der Bürger. Der Kongress protestiert und stellt die Frage, wie sie dann für die „notwendigen Institutionen“ bezahlen sollen, worauf der Professor entgegnet:'„Das ist euer eigenes Problem.“ Wenn sie so dringend eine Regierung brauchen, sollen sie auch selbst dafür bezahlen – oder vielleicht Lotterien veranstalten.

„Es gibt keine schlimmere Tyrannei, als jemanden zu zwingen, für etwas zu zahlen, das er nicht will, nur weil ihr glaubt, dass es gut für ihn wäre.“

Stu LaJoie regt währenddessen die Einrichtung einer Monarchie an, da es die einzige Institution sei, welche die Bevölkerung vor „dem schlimmsten aller Tyrannen, sich selbst“ beschützen könne. Er schlägt Professor de la Paz als ersten König vor, mit Mannie als adoptiertem Thronfolger. Mannie selbst vergräbt daraufhin nur den Kopf in den Händen und stöhnt.

### Buch 3: TANSTAAFL!
Die Monate ziehen sich hin, und allmählich droht der Revolution der Atem auszugehen. Doch dann erfolgt die Invasion von der Erde aus. Die Schiffe fliegen unterhalb von Mikes Radarüberwachung an, landen und setzen Truppen ab, die versuchen, in Luna City einzudringen. Die Angreifer können jedoch bis auf den letzten Mann ausgelöscht werden. In den anderen Siedlungen ereignet sich dasselbe, auch wenn sich die Details teilweise unterscheiden. Die Verluste bei den Loonies sind sehr hoch, aber die Invasion kann vollständig gestoppt werden. Revolutionäre Truppen schalten die Schiffe auf der Oberfläche und in der Umlaufbahn mit Hilfe von Bergbau-Lasern aus. In der Siedlung Churchill Upper kommt es zu einem Druckverlust, und auch dort verlieren viele Loonies ihr Leben. Anschließend verbreitet sich die Nachricht, dass Adam Selene unter den Opfern sei. Dadurch entfällt die Notwendigkeit, dass Mike sich weiter in dieser Rolle auf Videobildern oder gar als lebende Person der Öffentlichkeit zeigen muss. Adam Selene ist zu diesem Zeitpunkt als Märtyrer wertvoller als sein weiterer Nutzen als „Talking Head“.
Im Nachhinein betrachtet erscheint den Revolutionären das Fehlschlagen der Invasion nicht als Überraschung. Die Truppen waren nicht für die niedrige Schwerkraft ausgebildet und konnten nicht (wie in der Ausbildung gelernt) von einer Deckung zur nächsten sprinten – vor allem nicht bergab. Ihre Waffen mit Projektilen schossen ständig zu hoch. Auf der anderen Seite griffen die aufgebrachten Loonies mit jeder greifbaren Waffe an, um ihre Siedlungen zu verteidigen. Selbst dort, wo Gas eingesetzt wurde, verloren die Angreifer.
Mike setzt daraufhin Lunas Gegenschlag in Gang. Container voll Gestein werden auf wenig besiedelte Gebiete der Erde abgeschossen, jeweils zusammen mit einer Warnung an die Medien, diese Orte zu meiden. Die Erdbevölkerung ignoriert jedoch die Warnungen, es reisen sogar viele Schaulustige zu den Zielorten. Tausende sterben infolge dieser Leichtfertigkeit. Die öffentliche Meinung auf der Erde ist nun eindeutig dafür, die neue Nation zu vernichten. Selbst einige Loonies verlieren den Mut, doch die Revolutionäre wissen, dass es nun kein Zurück mehr gibt. Die Bombardierung wird fortgesetzt.
Mannie wird zum neuen geheimen Katapult geschickt, um dort den Steuercomputer zu bedienen, der zuvor als Buchhaltungssystem in einer Bank im Einsatz war. Während er dort ist, erfährt er, dass es einen weiteren Angriff gegeben hat – diesmal mit Kernwaffen –, bei dem der alte Katapult zerstört worden ist. Vom Rest Lunas abgeschnitten, fährt er fort, Gesteinsladungen auf die Erde abzufeuern, während die Nachrichtenmedien auf der Erde bereits das Ende der Bedrohung vom Mond verkünden. Erst als man auf der Erde bemerkt, dass die Bombardierung nicht aufhört (in Wirklichkeit geht Luna jedoch rapide die Munition aus), erkennt ein Staat nach dem anderen die neue Nation an. Schließlich kapituliert die Erde.
Triumphierend kehrt Mannie nach Luna City zurück. Professor de la Paz erklärt als Oberhaupt der neuen Nation im größten öffentlichen Raum der Siedlung den Sieg – und bricht anschließend zusammen und stirbt. Mannie übernimmt für kurze Zeit die Regierungsgeschäfte, doch übergibt er die Aufgabe bald an andere Revolutionäre. Er und Wyoh ziehen sich schließlich ganz aus der Politik zurück. Die Familie Davis (der sie beide angehören) wählt Stu Lajoie als neuen zusätzlichen Ehemann in die gemeinschaftliche Clanehe.
Im Nachhinein erkennt Mannie, dass die Zerstörung des alten Katapults ein Teil des Plans von Professor de la Paz war, den dieser jedoch selbst vor ihm und Wyoh geheim gehalten hatte. Ohne eine brauchbare Transportverbindung zum neuen Katapult ist es unmöglich, weiter Getreide in nennenswerter Menge an die Erde zu liefern, bevor diese ihren eigenen Katapult in Betrieb nimmt. So ist sichergestellt, dass Luna in absehbarer Zeit weder Nahrungsmittel noch Wasser ausgehen werden.
Mike jedoch ist verschwunden. Während der letzten Angriffe (von denen Mannie erst erfährt, als er nach Luna City zurückkehrt) wurde der Verwaltungskomplex der Lunar Authority schwer getroffen. Alle Komponenten von Mikes zentralen Recheneinheiten scheinen intakt zu sein, da sie in einer tief unterirdisch gelegenen Kammer untergebracht sind, die darauf ausgelegt ist, einem Nuklearangriff zu widerstehen. Dennoch bleibt Mikes Persönlichkeit verschwunden, obwohl er als einfacher Computer perfekt funktioniert. Im Roman wird angedeutet, dass Mikes Tod mit der Bombardierung zusammenhängen könnte oder dass er möglicherweise einfach aus Angst gestorben ist.
In den letzten Absätzen des Buchs, die wie die einleitenden Sätze viele Jahre nach den anderen Ereignissen angesiedelt sind, beschwert sich Mannie darüber, dass die Regierung Lunas ständig neue Steuern und Bestimmungen erlässt und alle Ideale von Professor de la Paz ignoriert. An diesem Abend findet auch ein Treffen der „Söhne der Revolution“ statt, doch Mannie beschließt letztendlich, nicht dorthin zu gehen. Die Loonies sind in Aufbruchstimmung zu den Asteroiden, und vielleicht wird er sich ihnen anschließen – schließlich ist er noch nicht einmal hundert Jahre alt …

## Charaktere

### Hauptpersonen
- Manuel Garcia O’Kelly „Mannie“ Davis ist in Luna geboren – ein „Loonie“, wie er sich selbst bezeichnet. Er wurde mit 14 Jahren in die Clan-Ehe der Davis-Familie aufgenommen, wo er verschiedene Berufe vom älteren Ehemann Greg erlernte und bei Professor de la Paz eine akademische Ausbildung bekam. Er verlor seinen linken Unterarm bei einem Unfall mit einem Laserbohrer und wurde anschließend zum Computertechniker umgeschult, wofür er bereits zweimal zur Erde reisen musste. Er besitzt eine Reihe besonderer künstlicher Unterarme, die es ihm erlauben, spezielle technische Arbeiten auszuführen, sowie eine lebensechte Prothese für gesellschaftliche Anlässe. Da er als freier Bürger in Luna geboren wurde, kann er als privater Unternehmer im Auftrag der Lunar Authority arbeiten, aber auch für jeden anderen, der sich seinen Stundensatz leisten kann. Politisch ist er desinteressiert, bis ihm der Beweis vorliegt, dass die Authority dabei ist, die Ressourcen Lunas restlos zu verbrauchen. Seine ursprüngliche Philosophie umschreibt er mit „Mund halten.“ und „Um eigene Geschäfte kümmern.“ Mannie beschreibt sich selbst als „nicht klein, 175 cm“. Er ist mindestens 36 Jahre alt, da er einer Reporterin, die sein Alter auf 22 schätzt, antwortet, dass er schon länger als diese Zeit verheiratet ist.
- Wyoming „Wyoh“ Knott ist eine politische Agitatorin aus der Kolonie Hong Kong Luna. Sie wurde als Kind zusammen mit ihren Eltern deportiert und hat sich der Politik zugewandt, nachdem ihr erstes Kind „als Monster“ geboren wurde. Hierfür macht sie die Lunar Authority verantwortlich, da diese während einer Sonneneruption den Passagieren eines Raumschiffes (darunter Wyoh) trotz der hohen Strahlungswerte auf der Mondoberfläche nicht gestattete, das Schiff zu verlassen. Sie ist etwa 30 Jahre alt, groß (nach Mannies Beschreibung 180 cm und 70 kg), blond und schön. Wyoh hat sich von ihren Zwillingsehemännern scheiden lassen und sich selbst zur unabhängigen Frau erklärt („Free Woman“), nachdem ihr erstes Kind deformiert zur Welt kam. Seither engagiert sie sich politisch und bezeichnet sich selbst als Anhängerin der fünften Internationale. Ihren Lebensunterhalt verdient sie als „Professionelle Leihmutter“, die Kinder für reiche Familien aus Hong Kong Luna austrägt. Kurz vor Mannies Besuch auf der Erde wird sie als weitere Ehefrau in die Davis-Familie gewählt.
- Professor Bernardo de la Paz ist ein Intellektueller, der sich sein Leben lang politisch subversiv betätigt hat. Er wurde nach Luna deportiert, nachdem man ihn ohne seine sonst übliche Verkleidung in Lima (Peru) verhaften konnte. Sein genaues Alter ist zwar unbekannt, aber Mannie beschreibt, dass er bereits alt gewirkt habe, als er ihn als Kind (etwa um das Jahr 2050) kennen gelernt hat. Durch die geringe Schwerkraft, die geschützten Lebensbedingungen in den Siedlungen und das weitgehende Fehlen ansteckender Krankheiten altern Menschen in Luna generell langsamer als auf der Erde. Man kann also davon ausgehen, dass der Professor vermutlich noch vor dem Jahr 2000 geboren wurde und zum Zeitpunkt der Handlung somit mindestens 75 Jahre alt ist. Professor de la Paz beschreibt sich selbst als einen „Rationalen Anarchisten“, der glaubt, dass Regierungen und Institutionen nur als Summe der Aktionen von bewusst handelnden Individuen Existenz haben. Er drückt dies so aus: „Ich akzeptiere alle Regeln von denen ihr glaubt das ihr sie für euch selbst braucht. Ich werde weiterhin nach meinen eignen leben.“ Nach dem Handeln der Revolutionären und nach den Äußerungen des Professors beim ersten Treffen ihrer revolutionären Zelle nach dem Massaker am Anfang des Buches zu urteilen, glaubt der Professor außerdem, dass auch der Gebrauch von Terror-Taktiken ein akzeptabler Weg ist, gegen die Lunar Authority vorzugehen, und geht sogar so weit, diese als historisches Prinzip zu bezeichnen.[1]
- Mike der Computer (auch: Mycroft Holmes, Michelle, Adam Selene und Simon Jester) ist offiziell ein erweitertes HOLMES IV Computersystem und mit Abstand der größte Computer in Luna. (HOLMES steht für High Optional Logical Multi-Evaluating Supervisor = Hoch optionales logisches mehrfach-evaluierendes Kontrollsystem.) Er ist im Verwaltungskomplex der Lunar Authority untergebracht. Er entwickelte drei Jahre nach seiner Inbetriebnahme ein eigenes Bewusstsein, da die Zahl seiner „Neuristoren“ zu diesem Zeitpunkt die Zahl der Neuronen des menschlich Gehirns überstieg. Jedoch weiß nur Mannie von dieser Veränderung. Anfangs noch mit dem Verhalten eines bockigen Wunderkindes, wird aus Mike schnell eine abgerundete Persönlichkeit, die die Revolution anführt. Sein „Parteiname“ lautet Adam Selene, doch er benutzt auch eine an Kilroy erinnernde Persönlichkeit namens Simon Jester, mit deren Hilfe er gemeine Witze über den Warden und ominöse Warnungen an diesen in Umlauf bringt. Mikes offizielle Aufgaben umfassen den Betrieb aller Telefonverbindungen, den Betrieb des Katapults, mit dem die Getreideladungen zur Erde geschickt werden, die Steuerung der Lebenserhaltungssysteme im Verwaltungskomplex, Luna City und anderen Siedlungen sowie die Finanzbuchhaltung der Lunar Authority und ihrer Klienten. Inoffiziell interessiert er sich für Humor und beginnt eine private Langzeitstudie über die Natur von Witzen, in deren Zusammenhang er die gesamte Revolution als Spiel auffasst. Seine Vorstellung eines Witzes ist es beispielsweise, einen Gehaltsscheck über 185,15 $ als 10.000.000.000.000.185,15 $ auszustellen. Er verwendet eine Reihe von Vocodern, um telefonisch mit seinen Freunden und Mitverschwörern (auch mit vielen von ihnen gleichzeitig) überall sprechen zu können, wo ein Telefon installiert ist. Sein Wissen ist sehr umfangreich, da er jedes Buch lesen kann, das in elektronischer Form nach Luna gebracht oder übertragen wurde, und korreliert alles was er so lernt mit allen ihm bekannten Fakten. Er ist in der Lage, durch Berechnungen vorherzusagen, dass die Ressourcen Lunas in sieben Jahren verbraucht sein werden. Für die Beantwortung der Frage nach den Erfolgsaussichten der Revolution benötigt er 13 Minuten, um die Antwort „1 zu 7 für den Erfolg“ zu berechnen. Er ist jedoch nicht in der Lage zu verstehen, warum Mannie und seine Freunde begeistert sind, dies zu hören.
- Stuart Rene „Stu“ LaJoie bezeichnet sich selbst als „Poet, Reisender, Glücksritter“. Er ist ein auf der Erde geborener Aristokrat, dem Mannie aus der Bedrängnis hilft, als er als Tourist Probleme mit den Zollbehörden in Luna bekommt. Anschließend wird Stu zur Kontaktperson der Revolutionäre auf der Erde, wo er die politischen und finanziellen Manöver steuert, um die Bevölkerung zumindest davon zu überzeugen, dass es sich nicht lohnt, wegen Luna einen Krieg zu führen, wenn man sie schon nicht für die Sache selbst gewinnen kann. Er ist auf der Erde auch der Vertreter der LuNoHoCo. Stu flieht zusammen mit Mannie und Professor de la Paz nach deren Besuch auf der Erde als „Botschafter des freien Luna.“ Er erklärt sich selbst zum „Loonie“ und wird später ein Mitglied der Davis-Familie.
- Hazel Meade (später Hazel Stone), ist noch nicht ganz 12 Jahre alt (geboren am 25. September 2063) als Mannie sie zum ersten Mal sieht. Sie ist zu diesem Zeitpunkt gerade dabei, eine der Wachen zu Fall zu bringen, die zu Beginn der Geschichte die Versammlung stürmen. Er lässt Hazel daraufhin in die Organisation der Revolutionäre rekrutieren, wo sie als Anführer verschiedener „Korridor Gangs“ fungieren soll. Diese bestehen aus Kindern, die zu jung sind, um verhaftet zu werden und so als Späher und Kuriere dienen können. Mike nennt sie die Baker Street Irregulars nach den Banden von Straßenkindern aus den Sherlock-Holmes-Geschichten. Hazel wird von der Davis-Familie adoptiert. Sie taucht als Hauptfigur in The Rolling Stones (dt. Die Tramps von Luna/Zweimal Pluto und zurück) und anderen späteren Romanen Heinleins auf, wo sie vor allem in The Cat Who Walks Through Walls (dt. Die Katze, die durch Wände geht) eine zentrale Rolle einnimmt.
- Moses Lemke „Slim“ Stone ist ein Jugendlicher, der Mannie als Kopf einer Bande von Stilyagi begegnet – einer der vielen urbanen Jugendbanden die sich nach russischen Beatniks benennen. Slim möchte Stu LaJoie „eliminiert“ haben, weil dieser versuchte Tish, die „Bienenkönigin“ seiner Bande, zu küssen. Mannie kann den Disput beilegen und freundet sich als Mitglied des erweiterten Stone-Clans mit Slim an. Slim schließt sich der Revolution an, anfangs sogar ohne Mannies Rolle darin zu kennen. Er führt die Gruppen der Stilyagi an, die nach dem Coup als Ordner für Menschenmengen und als Einsatzteam für Notfälle eingesetzt werden. Er heiratet später Hazel Meade.
- Die Davis-Familie ist eine Clan-Ehe. In dieser Form einer mehrere Generationen überspannenden Gruppenehe werden neue Ehepartner durch Abstimmung aller gegenwärtigen Ehepartner in die Familie gewählt. (Zur Vereinfachung wird den Ehemännern des Davis-Clans ein Vetorecht zugestanden.) Gegründet wurde die Familie von „Black Jack Davis, dem ersten Ehemann, und Tillie, der ersten Ehefrau“ etwa ein Jahrhundert zuvor. Die Familie besitzt einen Komplex aus Tunneln, in denen sie Solar- und Fusionsenergie nutzen, um Licht für den Anbau von Futterpflanzen für eine Reihe verschiedener Nutztiere zu erzeugen, die sie dort ebenfalls halten und aufziehen.
- Mimi „Mama“ Davis, ist die „Seniorehefrau“ und der De-facto-Matriarch der Davis-Familie. Sie wurde nach Luna deportiert, da „sie einen Mann unter Umständen mit dem Messer bearbeitet hat, die arge Zweifel an ihrer mädchenhaften Unschuld übrig ließen“, ist aber seither „eine strikte Gegnerin von Gewalt und Lotterleben.“ Sie ist für Mannie und Wyoh als Koordinatorin der Verschwörung von unschätzbarem Wert und war Mannies erster Rekrut für die von ihm geführte Zelle.
- Greg Davis ist der zweitälteste Ehemann der Davis-Familie, aber fungiert in allen praktischen Dingen als Seniorehemann, da „Opa Davis“ geistige Fähigkeiten langsam nachlassen. Greg ist Pastor in seiner eigenen Kirche, die den Glauben verbreitet, dass der „wahre“ Sabbat von Sonnenuntergang am Dienstag bis Sonnenuntergang am Mittwoch stattfindet („Ortszeit Garten Eden“). Greg ist das erste Mitglied von Wyohs Zelle.

### Nebenfiguren
- Der ehrenwerte Senator Mortimer Hobart, bekannt als Mort die Warze oder einfach als Warden, ist ein ehemaliger Senator der Erdföderation und Oberhaupt der Lunar Authority auf dem Mond. Abgesehen von seiner Antrittsansprache hat er nie zu den Bewohnern Lunas gesprochen. Er verbringt praktisch seine gesamte Zeit im Verwaltungskomplex, es sei denn, er führt VIP-Besucher durch die Siedlungen. Zunehmend durch die Revolution belagert, erleidet er schließlich während des Staatsstreichs bleibende Gehirnschäden durch eine Hypoxie, da Mike seine Wohnräume mit reinem Stickstoff flutet, bevor die Angreifer dort einbrechen. Er überlebt zwar, jedoch nur als „menschliches Gemüse“.
- Sicherheitschef Juan Alvarez kontrolliert die Polizeitruppen der Lunar Authority, die aus einer kleinen Gruppe von ehemaligen Sträflingen (wie Alvarez selbst einer ist) bestehen. Später befehligt er auch ein größeres Kontingent an Truppen von der Erde, die darüber verärgert sind, ohne Aussicht auf Rückkehr nach Luna geschickt worden zu sein. Alvarez' Spione hatten die alte revolutionäre Bewegung vollständig unterwandert. Selbst Mitglieder des Zentralkomitees standen in seinen Diensten, doch seine Überreaktion, die Versammlung in Luna City stürmen zu lassen, hilft nur dabei, die Revolution anzuheizen. Alvarez und alle Wachen werden während des Coups getötet. Mannie drückt es so aus: „wie es aussieht, Sauerstoffmangel bricht Genick“.

## Inhaltliche Aspekte

### Zeitrahmen
Der Roman bringt eine große Menge von Ereignissen in der Erzählung unter. Ein ganzes Sechstel des Buchs beschäftigt sich nur damit, die Diskussionen zwischen den Protagonisten nachzuzeichnen, in denen sie die Revolution im Verlauf einer einzigen Nacht im Mai 2075 rechtfertigen und vorbereiten. Etwa ein Viertel des Romans beschreibt die Vorbereitung der Revolution über das darauf folgende Jahr hinweg, darunter das Rekrutieren von über 10.000 Revolutionären die in Zellen von je 3 Personen organisiert sind, den Bau eines 30 km langen Tunnels im Mondgestein, die Gründung und Finanzierung eines Unternehmens, welches den Bau des geheimen Katapults durchführen soll, die Einrichtung einer Hilfsorganisation auf der Erde und viele weitere Details. Der Rest des Buches beschreibt die Ereignisse in den Monaten unmittelbar nach dem Coup im Mai 2076 sowie Ereignisse während etwa einer Woche im Oktober 2076, an deren Ende schließlich die Kapitulation der Erde steht.

### Politik und Gesellschaft
Professor Bernardo de La Paz beschreibt sich im Roman selbst als einen „rationalen Anarchisten“. Diese Bezeichnung wurde offenbar zum ersten Mal im Rahmen des Buches verwendet, und kann daher als fiktive Variante der Anarchistischen Philosophie betrachtet werden. „Rationale Anarchisten“ glauben, dass die Konzepte von Staat, Gesellschaft und Regierung keine Existenz über das „Handeln von eigenverantwortlichen Individuen“ hinaus haben. Anders ausgedrückt werden alle Entscheidungen letztendlich immer von einzelnen Individuen getroffen, und kein Individuum kann die Verantwortung für das eigene Handeln auf andere verlagern oder mit anderen teilen. Der Anspruch der Rationalität entsteht dabei aus der Erkenntnis heraus, dass andere Menschen nicht unbedingt selbst auch an das Ideal einer rationalen Anarchie oder einer Anarchie glauben. Des Weiteren wird das Verlangen nach einer Anarchie durch die logische Einsicht aufgewogen, dass – trotz der darin enthaltenen Mängel – ein gewisses Maß an Verwaltung notwendig ist. Sich dieser Umstände bewusst, wird ein Rationaler Anarchist „versuchen, in einer imperfekten Welt perfekt zu leben“. Aus der Sicht des Professors ist die Gesellschaftsform in Luna nah an diesem Ideal. Später im Buch bezeichnet Professor de la Paz Thomas Jefferson als „den Ersten der rationalen Anarchisten.“
Wyoh hält dem Professor auf seine entsprechenden Ausführungen hin entgegen: „Professor, ihre Worte klingen gut, aber sie haben etwas an sich, das sie schwer greifbar macht. Zu viel Macht in der Hand von Individuen – Sie können sicherlich nicht wollen, dass … nun, H-Bomben beispielsweise – von einer einzelnen verantwortungslosen Person kontrolliert werden?“ Der Professor antwortet darauf, dass es in der Realität doch schon Individuen sind, welche die Macht haben, Nuklearwaffen einzusetzen. „In Begriffen der Moral gibt es keine Sache wie einen ‚Staat‘. Nur Männer. Individuen. Jeder verantwortlich für sein eigenes Handeln.“
Die Gesellschaft in Luna wird ähnlich einer Stadt im alten Westen der USA dargestellt, allerdings gibt es zwei zusätzliche Faktoren. Zum einen ist dies die Nähe des Todes in der Form des umgebenden Vakuums auf der Mondoberfläche. Mannie zufolge bedeutet dies, dass gute Manieren und die Fähigkeit, mit anderen auszukommen, nicht nur wünschenswert, sondern zum Überleben auch zwingend notwendig sind. Der andere Faktor ist die geringe Zahl von Frauen, die daher rührt, dass ein Großteil der nach Luna deportierten Kriminellen und Subversiven Männer sind. Obwohl das Verhältnis der Geschlechter sich im Jahr 2075 zu zwei Männer auf eine Frau hin verbessert hat (im Gegensatz zu den 10 zu 1 im 20. Jahrhundert, von denen Mannie berichtet), ist das Resultat eine Gesellschaft, in der die Frauen sehr viel Macht haben – und jeder Mann, der eine Frau beleidigt oder belästigt, Gefahr läuft, aus der nächsten Luftschleuse geworfen zu werden.
Ehen tendieren dazu, zumindest Polyandrien zu sein, oft aber auch Gruppenehen und noch radikalere Innovation wie die Clan-Ehe der Davis-Familie. Auch wenn eine Scheidung schlicht darin bestehen kann, dass einer der Beteiligten einfach geht, dauert es oft Jahre, um die daraus resultierenden finanziellen Verflechtungen zu regeln. Als Mannie Stu ein Beispiel hierfür erläutert, gibt er zu verstehen, dass „Kubik“ (also unterirdische, dreidimensionale Immobilien in Luna) traditionell auf den Namen der Frau (oder Frauen) einer Ehe eingetragen ist. Bei einer Scheidung wird ein geschiedener Mann, wenn er einen Anteil der Kosten dafür getragen hat, entsprechend ausgezahlt.
Nach Jahrzehnten, in denen unsoziale Individuen selektiv eliminiert wurden und die Lunar Authority nur wenig wirkliche Kontrolle auf das Leben in den Siedlungen ausgeübt hat, leben die verbleibenden Einwohner nach dem Kodex des Wilden Westens: Bezahl deine Schulden, treib ein, was man dir schuldet, und achte auf den Ruf deiner Familie. Als Folge davon gibt es wenig Diebstahl, und Streitigkeiten werden entweder im Privaten beigelegt, oder man wendet sich an einen inoffiziellen Richter mit gutem Ruf. Wer seine Schulden nicht begleicht, wird gedemütigt, indem der Name des Schuldners an einem öffentlichen Ort bekannt gemacht wird. Der eigene Ruf ist in dieser Gesellschaft extrem wichtig – hat jemand einen schlechten Ruf, kann es gut sein, dass andere nicht willens sind, mit ihm Handel zu treiben. Allerdings stellt das Buch auch klar, dass Rückzahlungen in Luna nur bis zu einer gewissen Grenze erwartet werden. Es wird zwar erwartet, dass man alle verfügbaren Besitztümer einsetzt, um seine Schulden zu begleichen, jedoch immer mit Ausnahme des „Luftgelds“ (engl. “air money”), denn Sauerstoff ist ein kostenpflichtiges öffentliches Versorgungsgut in Luna. So streng die Loonies auch auf die persönliche Verantwortung des Einzelnen achten, sind sie sich doch ihrer unerbittlichen und unwirtlichen Umwelt jederzeit sehr bewusst.
Es gibt gelegentlich auch vorher angesetzte Duelle, aber die Gepflogenheiten verlangen, dass jeder, der einen Anderen umbringt, die Verantwortung für alle daraus erwachsenden Konsequenzen tragen muss. Darin eingeschlossen ist auch die Verpflichtung, die Schulden des Verstorbenen zu begleichen und die Verantwortung für dessen Familie zu übernehmen. Dies ist sehr ähnlich zum Konzept des Blutgelds. Ausnahmen davon werden nur im Falle der Selbstverteidigung geduldet. Es gibt zwar auch Morde aus Rache, doch üblicherweise wird ein Konsens darüber gefunden, welcher der Beteiligten im Recht war. Als Folge davon gibt es keine länger währenden Fehden.
Mit Ausnahme der Transaktionen, in denen die Lunar Authority involviert ist (dies sind scheinbar vor allem jene, die Getreide und Wasser betreffen), gibt es generell einen ungeregelten freien Markt. Die bevorzugte Währung ist der Dollar der Bank von Hong Kong in Luna, von dem jeweils 100 gegen eine Unze Gold eingetauscht werden können. (Speziell zu diesem Zweck wurde ein Goldvorrat auf den Mond gebracht.) Der Dollar der Lunar Authority (der als relativ wertlos betrachtet und als „scrip“ bezeichnet wird) ist zwar im Umlauf, jedoch eine weiche Währung, die im Laufe der Zeit gegenüber dem Hong Kong Luna Dollar immer mehr an Boden verliert. Trotzdem müssen alle Transaktionen mit der Lunar Authority in dieser weichen Währung abgewickelt werden. Im Buch wird deutlich, dass die Loonies die Dollar der Authority im Anschluss meist sofort zum üblichen Kurs von 3 zu 1 in Hong Kong Luna (HKL) Dollar getauscht werden.

### Konsequenzen
Obwohl die Revolution die drohende ökologische Katastrophe erfolgreich verhindern kann, äußert sich der Erzähler verächtlich über die unfreiheitlichen Instinkte bei vielen seiner Mitmenschen. („Regeln, Gesetze – immer für [den] Anderen.“) Diese Sichtweise wird auch in anderen Werken Heinleins aufgegriffen. Ihr zufolge kann man wirkliche – wenn auch nur vorübergehende – Freiheit bei libertären Pioniergesellschaften finden, die in ein Grenzland vorstoßen. Doch die Reglementierung und Legalisierung, die ihnen unweigerlich folgt, bringt Einschränkungen mit sich, die wirkliche Individualisten unangenehm einengt. Wir erfahren auf den letzten Seiten dieses Romans – wie auch in dem später erschienenen Buch Die Katze, die durch die Wände geht – dass genau dies in Luna geschehen ist.
Bei den Wahlen, die während Mannies Abwesenheit abgehalten werden, gewinnen die Organisation der Revolutionäre und ihre Verbündeten zusammen die Mehrheit. Als er dies hört, vermutet Mannie (sicherlich zu Recht), dass die Wahl von Mike manipuliert wurde. Demokratien, bei denen die Mehrheit immer gewinnt, werden in Heinleins Werken nur sehr selten mit Wohlwollen betrachtet und auch in diesem Buch gibt es eine Reihe von Ereignissen und Äußerungen, die diese Form der Ochlokratie („mob rule“) deutlich missbilligen.

### Politischer und historischer Kontext auf der Erde
Der Roman deutet an, dass es auf der Erde im 20. Jahrhundert einen nuklearen Weltkrieg gegeben hat (den „Wet Firecracker War“), von dem es jedoch keine offenkundigen oder bedeutenden Spuren der Zerstörung mehr zu geben scheint.
Auf der Erde haben umfangreiche politische Konsolidierungen stattgefunden. Zum Beispiel ist ganz Nordamerika unter der Nachfolgeregierung der Vereinigten Staaten vereinigt worden und Südamerika, Europa und Afrika sind ebenfalls zu miteinander befreundeten Mega-Staaten verschmolzen. Die Sowjetunion hat offenbar alles Land östlich des Urals an China verloren, das außerdem auch noch Ost- und Südostasien, das östliche Australien und Neuseeland erobert hat. Auch dabei wurden viele unerwünschte Personen nach Luna deportiert. Diese Ausdehnung Chinas entspricht den Beschreibungen in Tunnel zu den Sternen und in geringerem Maße auch denen in Die sechste Kolonne. Die militärisch dominanten Nationen scheinen Nordamerika und China zu sein. Indien ist stark überbevölkert, scheint aber einflussreich genug zu sein, um sich den Hauptanteil der Getreidelieferungen vom Mond sichern zu können.
Es wird angedeutet, dass die westlichen Nationen zwar inzwischen korrupt und autoritär geworden sind, jedoch in ihrer Propaganda und Populärkultur weiterhin an den Spuren des demokratischen Idealismus der Vorkriegszeit festhalten. China wird im Gegensatz dazu als offensichtlich und unverfroren despotisch dargestellt, dürfte aber technisch nicht weniger fortschrittlich sein als die westlichen Staaten. Die Sowjetunion (auch als „Sowunion“ bezeichnet) scheint hingegen relativ wenig Einfluss zu haben. Die Lunar Authority selbst wird als korrupt und despotisch dargestellt, was sie aber mit oberflächlicher Propaganda zu verbergen versucht.

### Weitere Handlungselemente
Wie auch in Fremder in einer fremden Welt bildet eine Gruppe gesellschaftlicher Revolutionäre eine geheime hierarchische Organisation. In dieser Hinsicht erinnert die Revolution eher an die Oktoberrevolution der russischen Bolschewiki als an die amerikanische Revolution. Dieser Eindruck wird durch den russisch wirkenden Dialekt der Loonies und russische Ortsnamen wie Novy Leningrad bestärkt.
Auch Heinleins Spekulationen über unorthodoxe Gesellschafts- und Familienstrukturen werden in dem Roman fortgeführt, der erstmals das Konzept der Clan-Ehe (engl. „line marriage“) vorstellt. Mannie ist Mitglied einer bereits über hundert Jahre alten Clan-Ehe. Da regelmäßig neue Ehepartner in gegenseitigem Einvernehmen aufgenommen werden, endet die Ehe niemals. Dies ist ein sehr stabiles Arrangement, in dem es nur sehr selten Scheidungen gibt (Mannie kann sich nicht erinnern, dass dies jemals in seiner Familie vorgekommen wäre), da es der einstimmigen Entscheidung aller Ehefrauen bedarf, um sich von einem Mann scheiden zu lassen. Eine derartige Ehe wird im Laufe der Zeit stabiler, da die älteren Ehefrauen den jüngeren beibringen, wie die Familie zu führen ist. Darüber hinaus bietet sie auch finanzielle Sicherheit und stellt sicher, dass die Kinder nicht zu Waisen werden können. Kinder heiraten ihrerseits außerhalb der Clan-Ehe.
Die Gesellschaftsstruktur in Luna zeichnet sich außerdem durch eine vollständige Integration ethnischer Gruppen aus, was deutlich wird, als Mannie bei seinem Besuch in den Südstaaten wegen des Vorwurfs der Vielehe verhaftet wird, nachdem er Reportern unbedacht ein Foto seiner bunt gemischten Familie gezeigt hatte. Später erfährt er, dass „… die Farbvielfalt der Davis-Familie das war, was den Richter wütend genug gemacht hatte …“ um ihn verhaften zu lassen. Er erfährt auch, dass die Verhaftung von seinen Mitverschwörern vorhergesehen und provoziert worden war.
Bemerkenswert ist auch der Gebrauch, der im Roman von dem frei erfundenen Dialekt der Loonies gemacht wird. Dieser besteht hauptsächlich aus (im Original) englischen Worten, ist aber stark von der russischen Grammatik beeinflusst, was sich besonders durch das Fehlen von Artikeln (im Englischen „the“) zeigt, die es in slawischen Sprachen nicht gibt. (Dies ähnelt auch dem Dialekt Nadsat aus Anthony Burgess Roman Uhrwerk Orange.) Die Entstehung dieses Dialekts wird mit der großen Zahl an russischen Deportierten in Luna begründet.

## Anspielungen und Beziehungen zu anderen Werken

### Bezugnahme auf andere Werke
Professor de la Paz nennt unter anderem Carl von Clausewitz, Niccolò Machiavelli, Oskar Morgenstern und Che Guevara als Teil einer langen Liste von Autoren, die man als Revolutionär lesen sollte. Er zitiert auch einen „Chinesischen General“ dazu, wie man die Entschlossenheit des Feindes schwächen kann, und nimmt damit Bezug auf Sūnzǐs Buch Über die Kriegskunst. Bei der Diskussion des Ressourcenverlusts in Luna und der zu befürchtenden Hungersnot und Aufstände, schlägt Professor de la Paz außerdem vor, dass Mannie die Werke von Thomas Malthus lesen sollte.
Während sie die Revolution planen, wird Mannie von Mike als „unseren Scarlet Pimpernel“, unseren John Galt, unseren Sumpf-Fuchs, „unseren geheimnisvollen Mann“ bezeichnet und bezieht sich damit sowohl auf die Werke von Baroness Orczy und Ayn Rand als auch auf die Geschichte des Amerikanischen Unabhängigkeitskriegs.

### Bezugnahmen auf dieses Werk
Die Szenerie des Romans wird in Heinleins späterem Roman Die Katze, die durch die Wände geht noch einmal besucht, und auch Hazel Stone taucht dort noch einmal auf. Sie merkt in diesem Buch (das viele Jahre nach der Revolution spielt) an, wie beklemmend es auf Luna geworden ist. Die Unabhängigkeitserklärung von Luna ist zum Ausstellungsstück geworden, doch das Zimmer L des Raffles Hotel, in dem die Revolution geplant wurde, wird immer noch als normales Hotelzimmer genutzt. Nur eine Tafel an der Wand erinnert dort an die Bedeutung des Raums.

### Bezugnahme auf historische Ereignisse, Orte und Wissenschaft
Die Handlung auf dem Mond spielt sich hauptsächlich im Mare Crisium ab, und der Roman nimmt akkuraten Bezug auf umliegende Orte wie den Krater Peirce, in dem Heinlein ein Radioteleskop ansiedelt. Nach Aussage des Erzählers leben die meisten Menschen in einer von sechs großen unterirdischen Siedlungen. Diese sind mit der „Tube“ verbunden, einem System von unterirdischen Bahnlinien. Luna City ist für die Handlung die wichtigste der Siedlungen und liegt „am östlichen Rand des Mare Crisium.“ Complex Under, der Verwaltungskomplex der Lunar Authority, ist mit Luna City durch die Trans-Crisium-Tube verbunden. Mannie beschreibt es so, dass der Komplex von Luna City aus halbwegs auf der anderen Seite von Crisium gelegen ist. Novy Leningrad ist eine weitere große Siedlung, die durch die Tube mit Luna City verbunden ist. Um dorthin zu gelangen, muss man „am [Krater] Torricelli umsteigen“. Eine andere Siedlung ist Tycho Under, die offensichtlich im Gebiet des auffälligen Kraters Tycho liegt. Hong Kong Luna liegt der Beschreibung nach im Krater Plato. Die Siedlung Churchill wird nicht näher beschrieben, sondern es wird nur erwähnt, dass sie durch eine Tube mit Hong Kong Luna verbunden ist, welche die Sinus Medii durchquert, eine Formation, die auf dem Nullmeridian des Mondes liegt. Der geheime Katapult wird in der Region des Mare Undarum gebaut.
Die Figur des Professor Bernardo de la Paz basiert auf dem libertären Gelehrten und Philosophen Robert LeFevre, der in Colorado Springs ein Nachbar der Heinleins war.
Colorado Springs selbst wird als Nachbarstadt des militärischen Ziels Cheyenne Mountain erwähnt, der während des „Wet Firecracker War“ einen direkten Treffer abbekommen hat. Es gab dadurch zwar oberflächliche Schäden, aber weder der unterirdische Militärkomplex noch die Stadt wurden in größerem Maße beschädigt. Der Berg wird viele Male von den Felsladungen der Loonies getroffen, die ihn sowohl der symbolischen Wirkung wegen unter Beschuss nehmen, als auch in der Hoffnung, damit das Kommando der Weltraumabwehr zu stören.
Das Hauptquartier der Lunar Authority befindet sich auf der Erde in Agra, Indien, wo auch der Taj Mahal zu finden ist. Von der Bombardierung durch Luna wird die Stadt Agra aus Respekt verschont – und weil Professor de la Paz das Mausoleum seiner Schönheit wegen liebt. Die Revolutionäre drohen zwar immer wieder damit, es unter Beschuss zu nehmen, setzen dies jedoch nie in die Tat um. Mannie, ein Fan der New York Yankees besucht auf der Erde das Yankee Stadium, das erweitert wurde und nun mehr als 200.000 Personen Platz bietet. Er besucht außerdem die Orte Salem und Concord in Massachusetts.
Laser werden auf dem Mond zwar primär als Bergbau- und Schneidewerkzeuge verwendet, doch diese werden von den Loonies sowohl zu Handwaffen und als auch zu Boden-zu-Orbit-Waffen adaptiert. Lunas Industrie nutzt sowohl Solarenergie als auch auf Wasserstoff basierende Kernfusion. Heinlein gibt den maximalen Wirkungsgrad der Solarzellen korrekt mit rund einem Kilowatt pro Quadratmeter an, ist aber zu optimistisch, was die Kernfusionsreaktoren angeht. Diese beschreibt er als kompakte elektromagnetische [Z-]Pinch-Flaschen.
Mannie berichtet in seiner Erzählung von einem Kameraden namens Foo Moses Morris, der nach der Revolution die Regierung finanziell unterstützt, um sie arbeitsfähig zu halten, anschließend jedoch mittellos zurückbleibt und mit einer Schneiderei in Hong Kong Luna einen neuen Anfang wagen muss. Dies ist eine Parallele zur Geschichte von Robert Morris, der half, die junge Regierung des unabhängigen Amerika zu finanzieren und dabei ebenfalls den persönlichen Ruin riskierte. Die Datierung von Lunas Unabhängigkeitserklärung auf den 4. Juli 2076 und dass eines der Ereignisse als der Boston Tea Party sehr ähnlich beschrieben wird, sind bewusste gewählte Parallelen zum Amerikanischen Unabhängigkeitskrieg.

### Die Messingkanone

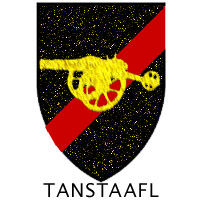
Das Wappen von Free Luna mit dem Motto TANSTAAFL

Heinleins ursprünglich für den Roman vorgesehener Titel war The Brass Canon (Die Messingkanone), wurde aber auf Wunsch seines Herausgebers in The Moon Is a Harsh Mistress geändert. Beide Titel beziehen sich auf Zitate aus dem Buch.
Während des Aufenthalts auf der Erde erwirbt Professor de la Paz eine kleine Messingkanone. Es handelt sich um eine Signalkanone, wie sie bei Regatten verwendet wird. Als Mannie ihn fragt, warum er sie gekauft habe, wo doch jedes Kilogramm zusätzlicher Masse auf dem Weg zum Mond teuer bezahlt werden muss, erzählt ihm der Professor folgende Parabel:

“Once there was a man who held a political make-work job like so many here […] shining brass cannon around a courthouse. He did this for years […] but he was not getting ahead in the world. So one day he quit his job, drew out his savings, bought a brass cannon — and went into business for himself.”

„Es gab einmal einen Mann, der eine von diesen politisch gewollten Beschäftigungstherapien als Arbeit hatte […] er polierte die Messingkanonen vor einem Gerichtsgebäude. Er machte das viele Jahre lang […] aber kam in der Welt nicht voran. Also kündigte er eines Tages seinen Job, hob seine Ersparnisse ab und kaufte eine Messingkanone – und machte sich selbständig.“

Der Professor möchte damit zum Ausdruck bringen, dass eine Selbstverwaltung als Regierung eine Illusion ist, die aus einem Unvermögen, die Realität zu verstehen heraus entsteht. Er bittet Mannie, dafür zu sorgen, dass Luna eine Fahne wählt, die aus einer Messingkanone vor einem roten Streifen auf einem schwarzen Hintergrund mit Sternen besteht, „als Symbol für all die Narren, die so unpraktisch sind, dass sie glauben, sie könnten gegen das Rathaus ankämpfen.“ Bevor sie sich aus der Politik zurückziehen, sorgen Mannie und Wyoh dafür, dass sein Wunsch Realität wird.
Die Kanone und die Fahne wurden durch die Schlacht von Gonzales (1835) inspiriert, einem Ereignis das von vielen als Auslöser der Texas Revolution betrachtet wird.
Heinlein besaß selbst eine kleine Messingkanone, die er in den 1960er Jahren erworben hatte. Fast 30 Jahre lang gehörte das Abfeuern dieser Messing- bzw. Signalkanone zur traditionellen Feier des 4. Juli im Haushalt der Heinleins. Es wird vermutet, dass diese Kanone Heinlein zum ursprünglich von ihm gewählten Titel für das Buch inspiriert hat. Virginia Heinlein behielt die Kanone nach dem Tod ihres Mannes 1988 zunächst. Als sie 2003 ebenfalls verstarb, wurde die Kanone schließlich an den befreundeten Science-Fiction-Autor Brad Linaweaver vererbt. Er restaurierte die Kanone um sie einsatzfähig zu machen und stellte 2007 ein Video bei YouTube ein, auf dem die Kanone mehrmals mit kleinen Ladungen abgefeuert wird.

## Auszeichnungen und Nominierungen
- Hugo Award: Bester Roman (1967, wurde zuvor bereits 1966 nominiert).
- Nebula Award: nominiert als Bester Roman, 1966.
- Locus Poll Award – Top 10 Romane aller Zeiten (Publikumspreis): Platz 8 (1975), Platz 4 (1987), Platz 2 (1998, in der Kategorie Vor 1990 veröffentlichte Romane).

## Einflüsse auf die Populärkultur
Im Buch wurde zum ersten Mal die Abkürzung TANSTAAFL verwendet (“There Ain't No Such Thing As A Free Lunch”, etwa „So etwas wie ein kostenloses Mittagessen gibt es nicht“), womit ausgedrückt werden soll, dass nichts im Leben wirklich umsonst zu haben ist. Das Oxford English Dictionary gibt den Roman als erstes Erscheinen des Satzes “There's no free lunch” an, der jedoch meist mit den Werken des Ökonomen Milton Friedman in Verbindung gebracht wird. Darüber hinaus hat das Buch dabei geholfen, die Plansprache Loglan populär zu machen, die dort für die präzise Interaktion von Mensch und Computer verwendet wird.
Einige der Revolutionäre fangen im Buch damit an, antiautoritäre Graffiti auf die Wände der Siedlungen zu schreiben, die mit Simon Jester unterzeichnet sind. Die Autorin Claire Wolfe und andere haben vorgeschlagen, dass all jene dies auch tun sollen, die die amerikanische Regierung als Unterdrückung empfinden – eventuell sogar mit der gleichen Unterschrift.

## Verfilmung
2004 wurde berichtet, dass der Drehbuchautor Tim Minear an einem Drehbuch arbeitet, das auf dem Roman basiert. Das Drehbuch wurde 2006 fertiggestellt und verschiedenen Regisseuren vorgelegt.

## Hörspiel
Der Westdeutsche Rundfunk (WDR) produzierte 1972 das vierteilige Hörspiel „Revolte auf Luna“ u. a. mit Rolf Schult, Uta Hallant, Horst Bollmann, Christa Rossenbach, Dieter Borsche, Friedrich W. Bauschulte, Heinz Theo Branding, Hermann Ebeling, Stefan Wigger, Martin Hirthe, Christine Gerlach, Beate Menner, Tobias Pagel und Eckart Schibber. Die Regie führte Heinz Dieter Köhler. Pidax brachte das Hörspiel 2015 auf einer Audio-CD heraus.
- 1. Teil: 02. Dezember 1972 – 48:50 Min.
- 2. Teil: 09. Dezember 1972 – 49:22 Min.
- 3. Teil: 16. Dezember 1972 – 49:01 Min.
- 4. Teil: 23. Dezember 1972 – 48:44 Min.

## Zitate
“At one time kings were anointed by Deity, so the problem was to see to it that Deity chose the right candidate. In this age the myth is ‘the will of the people’ … but the problem changes only superficially.”

„Einstmals wurden Könige durch Gottheiten gesalbt, also lag das Problem darin, dafür zu sorgen, das die Gottheiten den richtigen Kandidaten auswählen. In unserem Zeitalter ist der Mythos ‚der Wille des Volkes‘ … doch das Problem ändert sich dadurch nur oberflächlich.“

“A managed democracy is a wonderful thing … for the managers … and its greatest strength is a ‘free press’ when ‘free’ is defined as ‘responsible’ and the managers define what is ‘irresponsible’.”

„Eine geführte Demokratie ist eine wunderbare Sache … für ihre Anführer … und ihre größte Stärke ist die ‚Pressefreiheit‘ bei der ‚frei‘ als ‚verantwortungsvoll‘ definiert wird und die Anführer definieren, was ‚unverantwortlich‘ ist.“

## Veröffentlichungen
- Robert A. Heinlein: The Moon Is a Harsh Mistress. G. P. Putnam’s Sons, New York 1966, LCCN 66-015582 (englische Originalausgabe).
- Robert A. Heinlein: The Moon Is a Harsh Mistress. Orb books, New York 1997, ISBN 0-312-86355-1 (englische Taschenbuchausgabe).
- Robert A. Heinlein: Revolte auf Luna. Heyne, München 1969 (deutsche Erstausgabe).
- Robert A. Heinlein: Der Mond ist eine herbe Geliebte. Bastei-Verlag Lübbe, Bergisch Gladbach 1994, ISBN 3-404-24191-6.
- Robert A. Heinlein: Mondspuren. Heyne, 2014, ISBN 978-3-453-31578-5 (deutsche Taschenbuchausgabe).